# Mazama
Mazama é um gênero de cervídeos americanos que ocorrem desde a Península de Yucatán até as Américas Central e do Sul. São típicos de ambientes florestados. São semelhantes aos duikers e muntiacus do Velho Mundo.

## Taxonomia
A taxonomia entre os integrantes do gênero têm mudado muito nos últimos anos, e alguns especialistas reconhecem apenas a existêntica de 4 espécies. Estas quatro espécies, M. americana, M. gouazoubira, M. rufina e M. chunnyi, incluem várias populações distintas que foram elevadas ao status de espécie, resultando em um total de 9 espécies reconhecidas em Mammal Species of the World em 2005. Um décima espécie, M. nemorivaga, que era incluída em M. gouazoubira, foi considerada apenas a partir do ano 2000. Ainda um outra espécie, o veado-branco (M. "ochroleuca"), foi recentemente proposto como uma espécie nova, mas sua descrição é inválida pois não está de acordo com o capítulo 3, artigo 8 da Comissão Internacional de Nomenclatura Zoológica.
Dados moleculares sugerem que a família Cervidae surgiu na Ásia Centra no Mioceno Tardio, e que Odocoileini dispersou para América do Norte entre o Mioceno e o Plioceno, e daí se dispersou para a América do Sul por meio do istmo do Panamá. De acordo com a sistemática e história evolutiva dos veados neotropicais, pelo menos 8 formas ancestrais invadiram a América do Sul durante o Plioceno Tardio (2,5–3 MYA).
Os cervídeos endêmicos do Novo Mundo se encaixam em duas linhagens biogeográficas: um grupo, composto por Odocoileus e Mazama americana é distribuído por toda a América, e um outro grupo, que ocorre apenas na América do Sul, ao qual Mazama gouazoubira está incluído. Dessa forma, o gênero Mazama acaba não sendo um táxon válido, pois é polifilético. Análises genéticas revelam altos graus de divergências moleculares e citogenéticas entre os grupos morfologicamente similares de Mazama a taxonomia e do gênero deve ser revisitada. Em particular, Mazama americana apresenta muitas semelhanças com Odocoileus, o que é surpreendente. Isso se deve ao fato de que o haplótipo de origem mexicana não está com várias sequências de exemplares bolivianos. Além disso, os exemplares bolivianos reforçam a ideia de que o Mazama americana da Bolívia formariam um clado com Pudu puda e Ozotoceros bezoarticus.
- Mazama americana (veado-mateiro)
- Mazama bororo (veado-mateiro-pequeno)
- Mazama bricenii
- Mazama chunyi
- Mazama gouazoubira (veado-catingueiro)
- Mazama nana (veado-mão-curta)
- Mazama nemorivaga (veado-roxo)
- Mazama pandora
- Mazama rufina
- Mazama temama